# Paradise (film 2023)
Paradise è un film di fantascienza del 2023 diretto da Boris Kunz.

## Trama
La startup biotech Aeon è diventata una società multimiliardaria sotto la guida della fondatrice Sophie Theissen. Il business aziendale consiste nel trasferire a ricchi benestanti gli anni di vita sottratti a giovani in difficoltà economiche a fronte di un conguaglio in denaro. Una fazione armata chiamata "gruppo Adam" non è d'accordo con la politica della Aeon e le si oppone attivamente e violentemente. La loro leader Lilith e i suoi seguaci effettuano diversi attacchi di matrice terrorista a persone che hanno beneficiato degli anni di vita trasferiti. Max Toma, un rappresentante di Aeon, convince le persone a separarsi dai loro anni. Parla per esperienza personale, avendo scambiato cinque anni della sua vita per pagare la propria istruzione universitaria. Max è un convinto sostenitore del suo datore di lavoro e apprezza quelli che reputa i vantaggi dello scambio di anni con denaro. Grazie al suo lavoro ha potuto permettersi un lussuoso appartamento insieme alla moglie Elena. Non sa però che sua moglie ha sottoscritto un impegno a dare in garanzia 40 anni della propria vita come condizione per l’ottenimento del mutuo.
Quando l’appartamento va a fuoco, la compagnia assicurativa si rifiuta di pagare giacché la causa dell’incendio viene individuata nell'incuria di Elena, che avrebbe lasciato accese delle candele. Max cerca di negoziare con Sophie, ma ottiene solo un lavoro leggermente migliore che non porta abbastanza soldi per sostenere l’impegno di spesa con la banca. I coniugi sono costretti ad abitare in un appartamento popolare. Non potendo più rimborsare il prestito Elena viene arrestata dalle autorità e sottoposta ad operazione dalla Aeon. In tal modo, viene privata di trentotto anni. Di conseguenza, il suo corpo invecchia bruscamente e diventa una donna anziana in pochi giorni, abortendo perciò il bambino che aveva da poco concepito. Contestualmente, Sophie appare essere ringiovanita di qualche decennio. Max sospetta che le siano stati concessi gli anni di vita appena sottratti ad Elena. Si scopre che effettivamente Sophie già anni prima aveva individuato Elena come donatrice di tempo a lei idonea e che avrebbe incaricato Max di incastrarla. Tuttavia Max si innamorò di Elena e i due si sposarono. È stata quindi Sophie ad aver commissionato l’incendio dell'appartamento al fine di ottenere comunque la donazione di tempo a proprio vantaggio. Max è inviperito e per annullare la donazione e ristabilire le cose si affida ad un'organizzazione clandestina con sede in Lituania. Rapisce quella che crede la ringiovanita Sophie e fugge con Elena. Tuttavia, si scopre che Max non ha rapito in realtà Sophie, bensì sua figlia Marie.
Nonostante ciò Max rimane determinato ad attuare il suo piano ritenendo che Marie sia comunque compatibile a donare anni ad Elena. Quest’ultima all'inizio non è entusiasta del piano di Max ma alla fine si convince. Dopo essere riuscito a varcare il confine lituano il trio viene però presto catturato dal gruppo Adam. Lilith intende infatti usarli come esca per attirare Sophie in una trappola e rapirla. Max è costretto ad aiutarla perché Lilith minaccia di uccidere Elena. Sophie si presenta davvero, supportata da un esercito privato, chiedendo innanzitutto di verificare le condizioni della figlia. Segue una discussione e poi una sparatoria in cui Sophie viene colpita. Ci sono anche diverse vittime nel gruppo Adam, inclusa Lilith. Elena e Max approfittano della confusione e riescono a scappare portando con loro Marie. Si dirigono verso il Dr. Berg, il medico clandestino che dovrebbe annullare la donazione di tempo. Max però inizia a dubitare del suo piano, rendendosi conto che agendo così non si dimostrerebbe migliore di Sophie e confessa a Elena le proprie remore. Ella tuttavia non è d'accordo, costringe Max ad uscire dall'auto ormai determinata a proseguire. Arrivata a destinazione, recupera gli anni perduti utilizzando Marie come donatrice. Marie, sconvolta, viene poi salvata dal personale di sicurezza di sua madre. Quest’ultima è viva, essendo sopravvissuta alla sparatoria grazie al giubbotto antiproiettile, e rassicura Marie che prima o poi verrà trovato un donatore compatibile anche per lei (Marie le ricorda che proprio la madre è la prima ad essere compatibile ma la donna non ha intenzione di cedere gli anni alla figlia, facendo probabilmente capire a quest'ultima quanto poco sua madre la ami veramente). 
Qualche tempo dopo Max osserva da lontano Elena, nuovamente incinta e in compagnia di un nuovo uomo. Max ora si è aggregato a Adam e, con grande determinazione, sta organizzando un'incursione in un campus di Aeon. 

## Distribuzione
Il film è stato distribuito sulla piattaforma Netflix a partire dal 27 luglio 2023.